# Kabupaten Barito Utara
Kabupaten Barito Utara är ett kabupaten i Indonesien.   Det ligger i provinsen Kalimantan Tengah, i den nordvästra delen av landet, 1 100 km nordost om huvudstaden Jakarta. Antalet invånare är 121 573. Arean är 8 300 kvadratkilometer.
Terrängen i Kabupaten Barito Utara är varierad.